# Mágocs
Mágocs là một thành phố thuộc hạt Baranya, Hungary. Thành phố này có diện tích 42,54 km², dân số năm 2010 là 2472 người, mật độ 58 người/km².